# Humain, trop humain (film)
Pour plus de détails, voir Fiche technique et Distribution.
Humain, trop humain est un documentaire français réalisé par Louis Malle sorti en 1974.

## Synopsis
Reportage de cinéma direct aux usines Citroën de Rennes, en juillet 1972, et au Salon de l'auto de Paris, en octobre de la même année, le documentaire propose un regard insistant sur les conditions de travail à la chaîne dans une usine d'automobiles en filmant minutieusement le travail d'un homme ou d'une femme, tentant de faire sentir ce que peut être la répétition des mêmes gestes pendant huit heures d'affilée. L'archaïsme évident de cette forme de travail perce à travers les apparences ultramodernes de ces grands ateliers.

« Humain, trop humain est mon seul documentaire dans lequel il n'y a pas de commentaire. L'objet du film était simplement de passer une semaine dans cette usine de Citroën, ce qui avait été difficile en raison de la méfiance de la direction. »

— Louis Malle

## Titre du film
Le titre du film est une référence directe à l'essai philosophique éponyme, écrit par Friedrich Nietzsche.

## Fiche technique
- Titre : Humain, trop humain
- Réalisation : Louis Malle
- Production : Nouvelles Editions de Films
- Photographie : Louis Malle et Etienne Becker
- Montage : Suzanne Baron
- Pays de production :  France
- Tournage : 1972 à Rennes et Paris
- Format : couleur
- Genre : documentaire
- Durée : 75 minutes
- Date de sortie : 1974